# 岡山県道346号下高倉西高野本郷線
岡山県道346号下高倉西高野本郷線（おかやまけんどう346ごう しもたかくらにしたかのほんごうせん）は、岡山県津山市を通る一般県道である。

## 概要
津山市下高倉西と津山市高野本郷を結ぶ。

### 路線データ
- 起点：津山市下高倉西（岡山県道345号上横野兼田線交点）
- 終点：津山市高野本郷（国道53号交点）
- 総延長：3.6 km

## 歴史
- 1960年（昭和35年）3月18日 - 岡山県告示第335号により認定される。
- 1972年（昭和47年） - 岡山県の県道番号再編により現行の路線番号に変更される。

## 路線状況

### 道路施設

#### 橋梁
- 夜半寺橋（古川、津山市）

## 地理

### 通過する自治体
- 津山市

### 交差する道路
| 交差する道路              | 交差する場所 | 交差する場所 |
| ------------------------- | ------------ | ------------ |
| 岡山県道345号上横野兼田線 | 下高倉西     | 起点         |
| 国道53号                  | 高野本郷     | 終点         |

### 交差する鉄道
- 因美線

### 沿線
- 津山市立高野小学校